# Chasmina cygnus
Chasmina cygnus là một loài bướm đêm trong họ Noctuidae.